# Vicki
Vicki (auch Vickie oder Vicky) ist als Kurzform eine Variante des weiblichen Vornamens Viktoria.

## Namensträgerinnen
- Vicki Baum (1888–1960),  österreichische Harfenistin und Schriftstellerinnen
- Vicki Chalmers (* 1989), schottische Curlerin
- Vicki Davis (* 1980), US-amerikanische Schauspielerin und Synchronsprecherin
- Vicki Frederick (* 1949), US-amerikanische Schauspielerin
- Vicki Genfan (* 1959), US-amerikanische Fingerstyle-Gitarristin, Komponistin und Sängerin
- Vickie Henderson (1926–2015), US-amerikanische Tänzerin, Sängerin und Schauspielerin
- Vicky Holland (* 1986), britische Triathletin
- Vicky Krieps (* 1983), luxemburgische Schauspielerin
- Vicki Lawrence (* 1949), US-amerikanische Schauspielerin und ehemalige Sängerin
- Vicky Leandros, griechisch-deutsche Sängerin
- Vicki Lewis (* 1960), US-amerikanische Schauspielerin
- Vicky McClure (* 1983), britische Schauspielerin
- Vicki Movsessian (* 1972), US-amerikanische Eishockeyspielerin
- Vicki Nelson-Dunbar (* 1962), US-amerikanische Tennisspielerin
- Vicki Peterson (* 1958), US-amerikanische Pop- und Rockmusikerin (Gesang, Gitarre)
- Vicki Sue Robinson (1954–2000), US-amerikanische Disco-Sängerin
- Vicky Rosti (* 1958), finnische Schlagersängerin
- Vicky Sunohara (* 1970), kanadische Eishockeyspielerin und -trainerin japanisch-ukrainischer Herkunft
- Vicki Täubig (* 1977), deutsche Erziehungswissenschaftlerin
- Vicky Werckmeister (1902–1969), deutsche Schauspielerin und Sängerin